# 하리마카쓰하라역
하리마카쓰하라역(일본어: はりま勝原駅 하리마카쓰하라에키[*])은 일본 효고현 히메지시에 위치한 서일본 여객철도의 역이다. 후쿠이현 에쓰미호쿠 선의 같은 한자를 사용하는 가도하라역(勝原駅)이 존재하기 때문에 옛날 구니의 이름을 앞에 붙여 하리마카쓰하라 역(播磨勝原駅)이라는 가칭으로 건설이 진행되었다가 구니 이름인 하리마(播磨)를 히라가나로 바꾸어 하리마카쓰하라(はりま勝原)로 최종 결정되었다.
덧붙여 하리마카쓰하라 역을 포함한 산요 본선 히메지역 ~ 아이오이역 간과 아코 선 아이오이 역 ~ 반슈아코역 간은 하나의 운행 계통으로 운용되고 있어 낮 시간대에는 아보시 이서 구간에서 운행되는 전 열차가 아이오이 역에서 아코 선으로 입선한다. 이 때문에 산요 본선 우네역 이서에서의 열차가 하리마카쓰하라 역으로 운행되는 경우는 극히 희박하다.

## 역 구조
상대식 승강장으로 2면 2선의 교상역사를 가진 지상역이다. 승강장은 신쾌속의 운행에 따라 12량까지를 수용할 수 있으며 개업 시점부터 엘리베이터가 설치되어 있었다. 엘리베이터 및 계단만 설치되어 있으며 에스컬레이터는 존재하지 않는다.
서일본 여객철도 교통 서비스에 의한 위탁영업역이며 이코카 및 제휴 교통카드의 사용이 가능하다.

### 승강장
| 1 | ■ 산요 본선 | 반슈아코 · 오카야마 방면 |
| 2 | ■ 산요 본선 | 히메지 · 오사카 방면     |

## 역사
- 2008년 3월 15일: 서일본 여객철도 산요 본선 아가호역 ~ 아보시역 사이에 신설 개업하였다.

## 인접정차역
| 서일본 여객철도 산요 본선 | 서일본 여객철도 산요 본선 | 서일본 여객철도 산요 본선 |
| ------------------------- | ------------------------- | ------------------------- |
| 아가호 쓰루가 방면        | ■ JR 고베 선              | 아보시 반슈아코 방면      |
| 아가호 히메지 방면        | ■ 산요 본선 · 아코 선     | 아보시 오카야마 방면      |